# Aeropuerto de La Nubia
El Aeropuerto Nacional La Nubia (IATA: MZL, OACI: SKMZ) es el aeropuerto que sirve a la ciudad de Manizales, Colombia. Fue inaugurado el 15 de julio de 1956 y debe su nombre a la antigua hacienda "La Nubia" ubicada en este terreno.
Se tiene planeado el cierre de este aeropuerto antes de 2030 cuando entre en funcionamiento el nuevo Aeropuerto del Café.

## Historia
El primer aeropuerto que tuvo Manizales fue en 1948 en Santágueda Palestina, Caldas, pero debido a que el trayecto entre Manizales y esa zona rural era por La Cabaña, una vía estrecha y con registros de accidentalidad, comenzó a rondar la idea de construir una nueva terminal en la capital de Caldas.

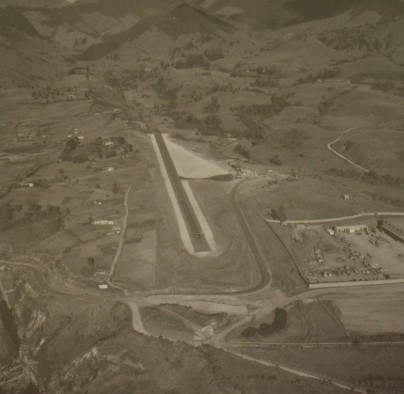
Primera pista de 800 metros, actual calle de rodaje

El 15 de Julio del año 1956 el antiguo gobernador de Caldas Gustavo Sierra Ochoa y el presidente de la época Gustavo Rojas Pinilla inauguraron el aeropuerto La Nubia en el terreno donde funcionaba una hacienda ganadera del mismo nombre. Para este año el aeropuerto contaba con una pista de 800 metros y en ella aterrizaban aviones de Aero Caldas. En 1972 inicia operaciones Aces (Aerolíneas Centrales de Colombia) con un avión Saunders ST-27 con capacidad para 22 pasajeros.
En 1977 se pensó que la pista era muy corta para aeronaves de mayor tamaño, y en 1978 la autoridad aeronáutica aprobó una de 1.480 metros por 20 de ancho, que es la que actualmente utiliza La Nubia. Esta última se comenzó a construir en 1982 con el fin de que soportara el peso de aeronaves de hasta 13 mil kilos. 
Después de que Aces fue absorbida por Avianca  empezaron a aterrizar en La Nubia los AT42 para cuarenta y dos pasajeros. Luego, en 2013, llegaron los AT76 para setenta y dos pasajeros.
En la actualidad el aeropuerto la Nubia es propiedad del Instituto de Desarrollo Financiamiento Comercial de Caldas. Inficaldas, entidad que asume su administración. Como la terminal aérea no es autosostenible, Inficaldas debe disponer de sus recursos para su operación y mantenimiento.

## Descripción

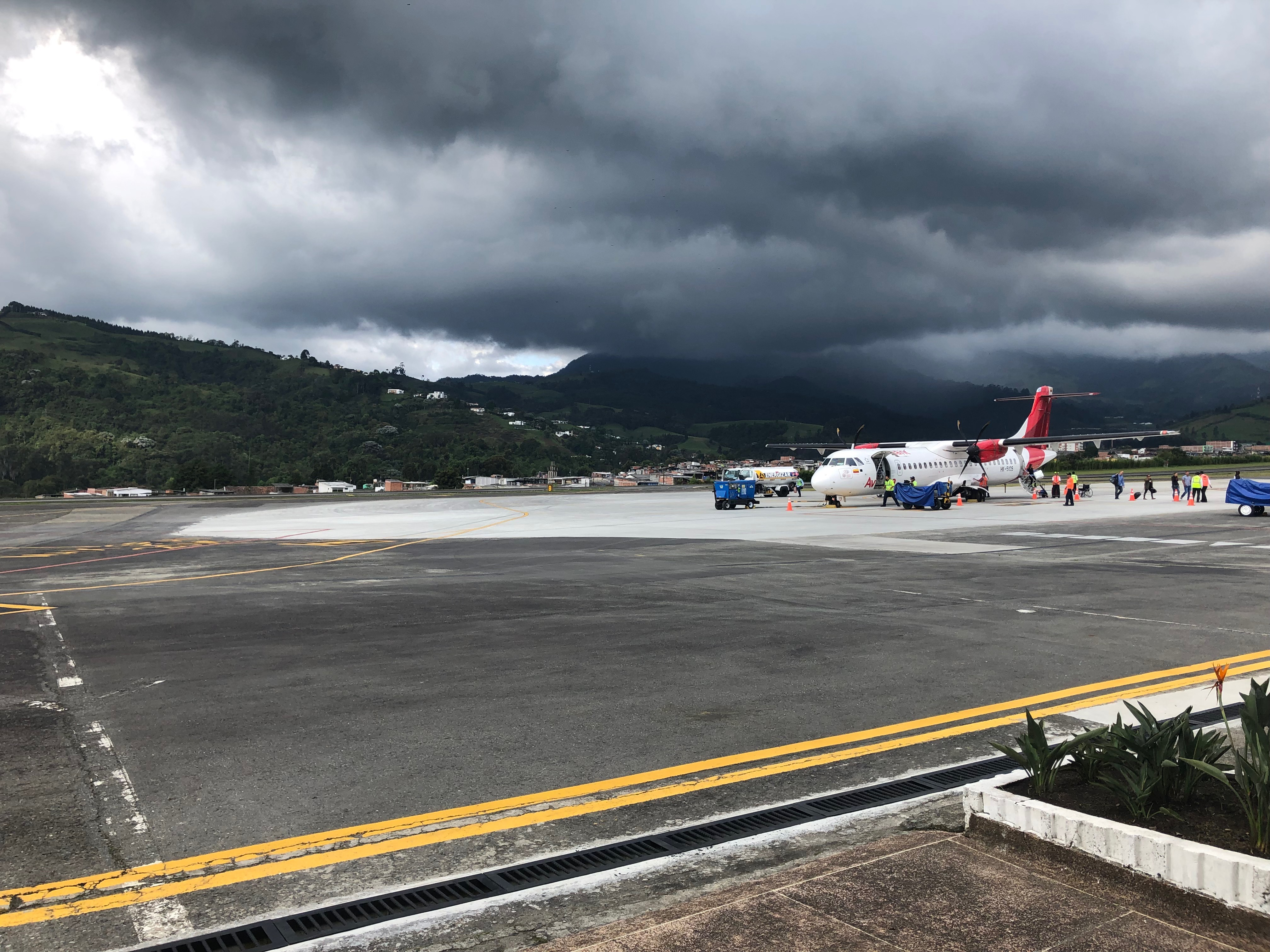
Plataforma.

Tiene una pista de una longitud aproximada de 1.480 m, lo que le impide que aterricen aviones de gran tamaño en dicha terminal. Las operaciones de aterrizaje por la pista 28 y despegue por la pista 10 se encuentran permanentemente canceladas, debido a que el extremo oriental del aeropuerto se encuentra contiguo a la urbanización Los Pinos, cuyas edificaciones de hasta tres pisos de altura ponen en peligro el sobrevuelo de aeronaves, de acuerdo a la carta de aproximación de la terminal aérea.
El aeropuerto carece de sistemas de aterrizaje por instrumentos (ILS) por lo cual debe realizarse de manera visual (VFR) utilizando como ayuda una escasa iluminación, el radiofaro ubicado en Villa Kempis (NDB LNA frecuencia 337) y las instrucciones de la Torre de Control en frecuencia 118.2, según Aviacol.
Desde el 29 de mayo de 2013 se empezaron hacer maniobras de aproximación por medio de instrumentos de ayuda(VOR) , esto ayudará a que no se presenten cancelaciones continuas debido al clima que presenta la ciudad las 24 horas el día.

## Destinos

### Destinos nacionales
| Ciudad                                                   | Nombre del aeropuerto            | Aerolíneas | Aeronaves   | Frecuencia Semanal |
| -------------------------------------------------------- | -------------------------------- | ---------- | ----------- | ------------------ |
| Bogotá                                                   | Terminal Puente Aéreo            | Clic Air   | AT76 - AT42 | 25                 |
| Tolú (Estacional)                                        | Aeropuerto Golfo de Morrosquillo | Clic Air   | AT42        | 3                  |
| Total: 2 destinos, 1 aerolínea, 28 frecuencias semanales |                                  |            |             |                    |

## Aerolíneas que cesaron operación
Aerolíneas Extintas
- Aces
  - Medellín - Aeropuerto Olaya Herrera
  - Bogotá - Aeropuerto Internacional El Dorado
  - Cali - Aeropuerto Internacional Alfonso Bonilla Aragón
  - Pereira - Aeropuerto Internacional Matecaña

- SAM
  - Cali - Aeropuerto Internacional Alfonso Bonilla Aragón 
  - Armenia - Aeropuerto Internacional El Edén

- West Caribbean Airways
  - Bogotá - Aeropuerto Internacional El Dorado
  - Medellín - Aeropuerto Olaya Herrera

- Aerolínea de Antioquia (ADA)
  - Medellín - Aeropuerto Olaya Herrera

###### Aerolíneas Operativas
- LATAM [5]
  - Bogotá - Aeropuerto Internacional El Dorado
  - Medellín - Aeropuerto Olaya Herrera

- Avianca (Operado por Avianca Express)[6]
  - Bogotá - Aeropuerto Internacional El Dorado

- Clic
  - Bogotá - Aeropuerto Internacional El Dorado
  - Medellín - Aeropuerto Olaya Herrera
  - Cartagena de Indias (Estacional) - Aeropuerto Internacional Rafael Núñez